# Einheitlicher Ansprechpartner Nordrhein-Westfalen

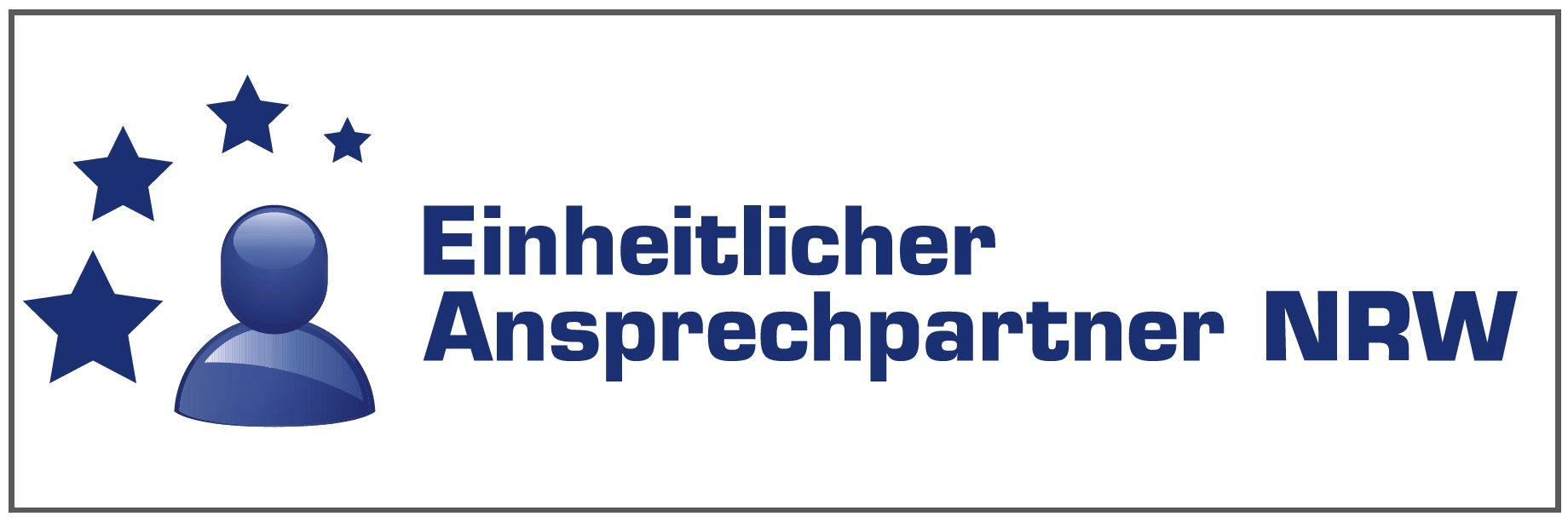
Logo Einheitlicher Ansprechpartner NRW

Der Einheitliche Ansprechpartner Nordrhein-Westfalen (EA NRW) ist seit Januar 2016  bei der Bezirksregierung Detmold verortet. Als eine Einrichtung der EU-Dienstleistungsrichtlinie versteht sich der EA NRW als „digitaler Behördenlotse“. Er unterstützt in- und ausländische Dienstleister beispielsweise bei der Unternehmensgründung oder einer grenzüberschreitenden Tätigkeit. Gleichzeitig hilft er bei Fragen rund um die Anerkennung von ausländischen Berufsqualifikationen. Unternehmen oder Einzelpersonen können beim EA NRW Informationen über die jeweiligen Verfahren einholen und elektronisch erledigen, ohne bei den verschiedenen Stellen vorstellig zu werden.

## Gebühren
Für die Bearbeitung von Anfragen oder die Verfahrenskoordination von Verwaltungsleistungen erhebt der EA NRW nach § 3 des Gesetzes zur Bildung Einheitlicher Ansprechpartner in Nordrhein-Westfalen keine Gebühren oder Auslagen.

## Informationsvermittlung

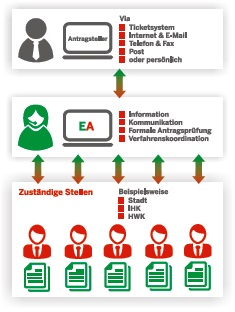
Verfahrenskoordination EA NRW

Das Internetportal des EA NRW bietet Informationen zur Aufnahme und Ausübung von Dienstleistungstätigkeiten. Dazu gehören beispielsweise Auskünfte über den Verfahrensablauf, die notwendigen Unterlagen, Gebühren und Kontaktdaten der zuständigen Behörden. Daneben stehen auch Informationen über Zugänge zu öffentlichen Registern und Verzeichnissen, Kammern und zur Existenzgründung zur Verfügung. Ebenso befinden sich auf dem Internetportal alle notwendigen Informationen zur Anerkennung von ausländischen Berufsqualifikationen. Das Internetportal des EA NRW ist mehrsprachig (englisch, französisch, niederländisch). Die auskunftssuchende Person kann ihr Anliegen auch  telefonisch, per E-Mail oder postalisch mitteilen.

## Verfahrenskoordination
Die Verfahren und Formalitäten, die für die Ausübung und Aufnahme einer Dienstleistungstätigkeit notwendig sind, können elektronisch über den EA NRW abgewickelt werden. Hierzu steht auf dem Internetportal des EA NRW ein „Ticketsystem“ zur Verfügung.
Verfahren, die über den Einheitlichen Ansprechpartner NRW abgewickelt werden können, sind insbesondere:
- An-, Um- und Abmeldung eines Gewerbes
- Eintragung eines Handwerks
- Anerkennung ausländischer Berufsqualifikationen
- Grenzüberschreitende Dienstleistungen

## Gesetzliche Grundlage
Die gesetzliche Grundlage für die Tätigkeit des Einheitlichen Ansprechpartners in Nordrhein-Westfalen ist das Gesetz zur Bildung Einheitlicher Ansprechpartner in Nordrhein-Westfalen (EA-Gesetz NRW). Es wurde im Artikel fünf des Gesetzes zur Umsetzung europarechtlicher Vorgaben über die Anerkennung von ausländischen Berufsqualifikationen in Nordrhein-Westfalen vom 26. April 2016 (GV. NRW. S. 230)  veröffentlicht.